# Skulpturenboulevard
Skulpturenboulevard (letteralmente: «boulevard delle sculture») era il nome di un progetto artistico realizzato a Berlino Ovest nel 1987, nell'ambito delle celebrazioni per il 750º anniversario della fondazione della città.

## Opere
Il progetto, curato dal Neuer Berliner Kunstverein, consisteva nell'installazione di diverse sculture lungo l'asse stradale Kurfürstendamm-Tauentzienstraße.
In particolare, vennero selezionati otto artisti per la realizzazione di altrettante opere:
| Artista                                   | Opera                                       | Luogo                                          | Note           | Immagine |
| ----------------------------------------- | ------------------------------------------- | ---------------------------------------------- | -------------- | -------- |
| Frank Dornsief                            | Großer Schatten mit Sockel                  | Kurfürstendamm angolo Wielandstraße            |                |          |
| Josef Erben                               | Pyramide                                    | Kurfürstendamm angolo Bleibtreustraße          | conservata     |          |
| Edward Kienholz e Nancy Reddin Kienholz   | The Dumb Dumm Duel                          | Adenauerplatz                                  | non realizzata |          |
| Edward Kienholz e Nancy Reddin Kienholz   | The Ozymandias Parade                       | Schaubühne                                     | non realizzata |          |
| Brigitte e Martin Matschinsky-Denninghoff | Berlin                                      | Tauentzienstraße                               | conservata     |          |
| Olaf Metzel                               | 13.4.1981                                   | Joachimstaler Platz                            | conservata     |          |
| George Rickey                             | Two Lines Excentric Jointed With Six Angels | Breitscheidplatz                               |                |          |
| Rolf Szymanski                            | GroßeFrauenFigurBerlin                      | Kurfürstendamm angolo Albrecht-Achilles-Straße |                |          |
| Wolf Vostell                              | Beton-Cadillacs                             | Rathenauplatz                                  | conservata     |          |

Nonostante fosse inizialmente prevista la rimozione di tutte le opere al termine dell'evento, quattro opere restarono in loco anche successivamente: di queste, tre (Pyramide, Berlin e Beton-Cadillacs) sono tuttora presenti, mentre la quarta (13.4.1981) venne trasferita nel 2001 nei pressi del ponte Oberbaum.

### Testi di approfondimento
- (DE) Barbara Straka (a cura di), Skulpturenboulevard Kurfürstendamm Tauentzien. Kunst im öffentlichen Raum Berlin 1987, Berlino (Ovest), Reimer, 1987, ISBN 3-496-01039-8.